# Oedothorax hirsutus
Oedothorax hirsutus là một loài nhện trong họ Linyphiidae.
Loài này thuộc chi Oedothorax. Oedothorax hirsutus được Jörg Wunderlich miêu tả năm 1974.